# 랜스 케이드

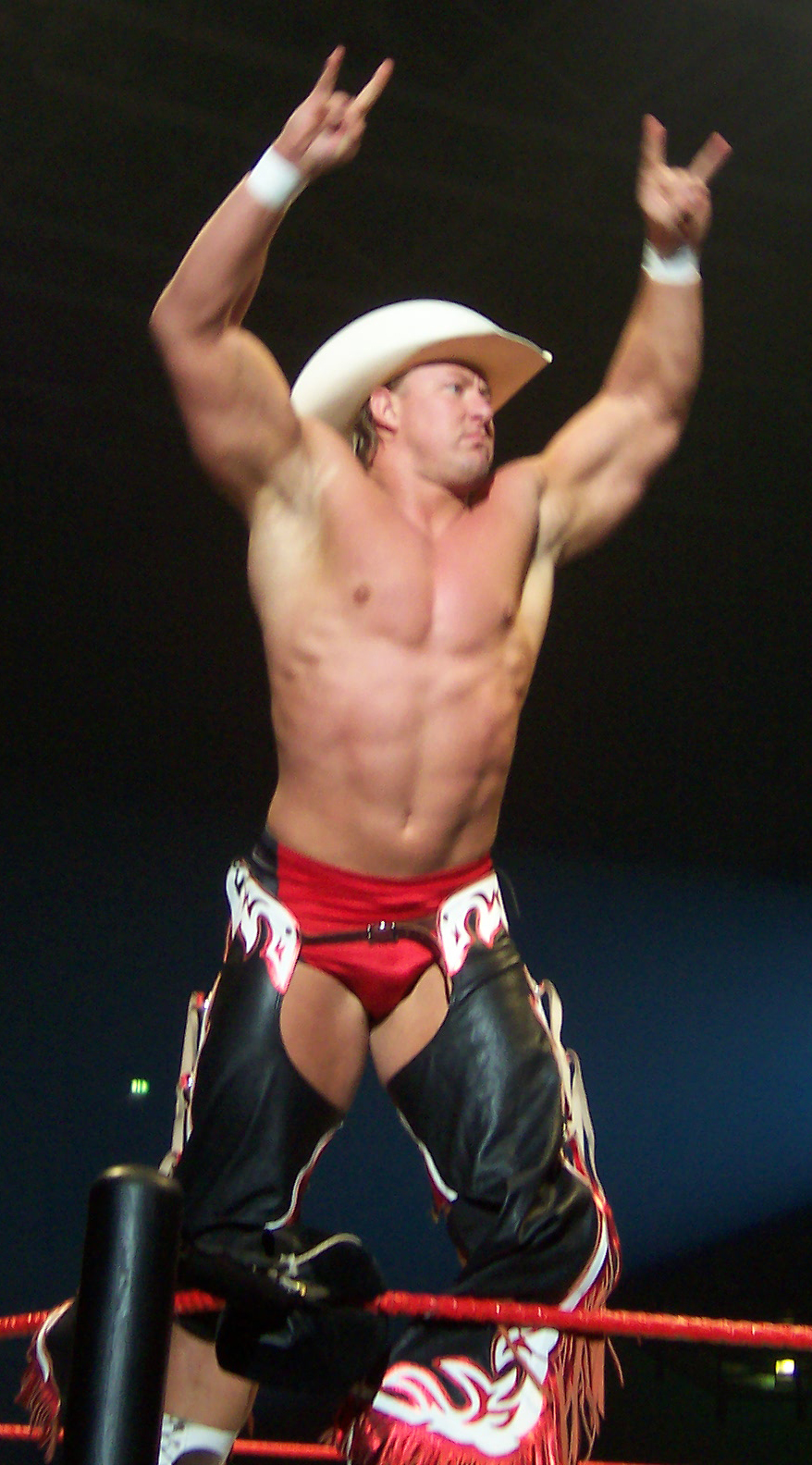
랜스 케이드

랜스 케이드(Lance Cade)는 본명은 랜스 커티스 맥나우트(Lance Kurtis McNaught, 1981년 3월 2일 ~ 2010년 8월 13일)는 미국의 프로레슬링선수다. 키는 196cm(6 ft 5 in) 몸무게는 121kg(267 lb)이다. 1998년 프로레슬링 입문으로써 2010년 8월 13일 심장질환으로 인해서 심장마비로 사망했다. 향년 나이는 30세다. 피니쉬는 다이빙 엘보우 드롭, 런닝 래리어트, 싯아웃 스파인버스터로 사용을 한다.

## Professional wrestling highlights
- Finishing moves
  - Diving elbow drop
  - Running lariat
  - Sitout spinebuster - 2007-2010
- Signature moves
  - Back body drop
  - Body slam
  - Dropkick
  - Running bulldog
  - Shoulder neckbreaker#Shoulder neckbreaker
  - Snap powerslam
  - Swinging cutter
  - Vertical suplex
- Manager
  - Jonathan Coachman
  - Kenny Bolin
- Nicknames
  - "Rough House"
- Entrance themes
  - "Southern Pride" by Jim Johnston (WWE; 22 August 2005 - 12 May 2008)

## 수상
- HWA 월드 헤비웨이트 챔피언 (2회)
- HWA 월드 태그팀웨이트 챔피언 (3회) - 스티브 브래들리 (2회), 마이크 샌더스 (1회)
- 랭크드 80 오브 더 탑 500 싱글즈 레슬링 인 더 PWI 500 인 2018
- TWA 월드 텔레비전웨이트 챔피언 (1회)
- WWE 월드 태그팀웨이트 챔피언 (구 버전) (3회) - 트레버 머독